# Bradysia xizangana
Bradysia xizangana är en tvåvingeart som beskrevs av Yang och Zhang 1987. Bradysia xizangana ingår i släktet Bradysia och familjen sorgmyggor. Inga underarter finns listade i Catalogue of Life.